# Волоть (деревня)
Волоть — деревня  в Тульской области России. 
В рамках организации местного самоуправления входит в городской округ город Тула, в рамках административно-территориального устройства — в Октябрьский сельский округ Ленинского района Тульской области. 

## География
Расположена к северу от областного центра, города Тула, на автомобильной трассе М-2 «Крым»; в 3,3 км к югу от посёлка Октябрьский.
Находится на реке Волоть (правом притоке Упы, впадающей справа в Оку).

## Население
| 2002 | 2010 |
| ---- | ---- |
| 270  | ↘240 |

## История
До 1990-х гг. деревня была частью Октябрьского сельского совета Ленинского района Тульской области, с 1997 года — Октябрьского сельского округа. 
В рамках организации местного самоуправления с 2006 до 2014 гг. деревня входила в состав сельского поселения Рождественское Ленинского района. С 2015 года входит в Зареченский территориальный округ в рамках городского округа город Тула. 